# ويليام وايت بيب
ويليام وايت بيب هو سياسي أمريكي، ولد في 2 أكتوبر 1781 في مقاطعة أميليا في الولايات المتحدة، وتوفي في 10 يوليو 1820 في مقاطعة إلمور في الولايات المتحدة. نشط حزبياً في الحزب الجمهوري الديمقراطي.

## مناصب
- انتخب عضو مجلس الشيوخ الأمريكي [الإنجليزية]‏ عن دائرة مقعد جورجيا من الدرجة الثانية ‏ وقد انضم خلال فترته النيابية [الإنجليزية]‏ (4 مارس 1815 – 9 نوفمبر 1816) للكتلة البرلمانية الحزب الجمهوري الديمقراطي.
- انتخب عضو مجلس الشيوخ الأمريكي [الإنجليزية]‏ عن دائرة مقعد جورجيا من الدرجة الثانية ‏ وقد انضم خلال فترته النيابية [الإنجليزية]‏ (6 نوفمبر 1813 – 4 مارس 1815) للكتلة البرلمانية الحزب الجمهوري الديمقراطي.
- انتخب حاكم ألاباما [الإنجليزية]‏ (14 ديسمبر 1819 – 10 يوليو 1820).
- انتخب عضو مجلس نواب جورجيا ‏ (1803 – 1805).
- انتخب عضو مجلس النواب الأمريكي [الإنجليزية]‏ (26 يناير 1807 – 6 نوفمبر 1813).
- انتخب عضو مجلس الشيوخ الأمريكي [الإنجليزية]‏ عن دائرة جورجيا (6 نوفمبر 1813 – 9 نوفمبر 1816).